# Karl Ludwig von Haller

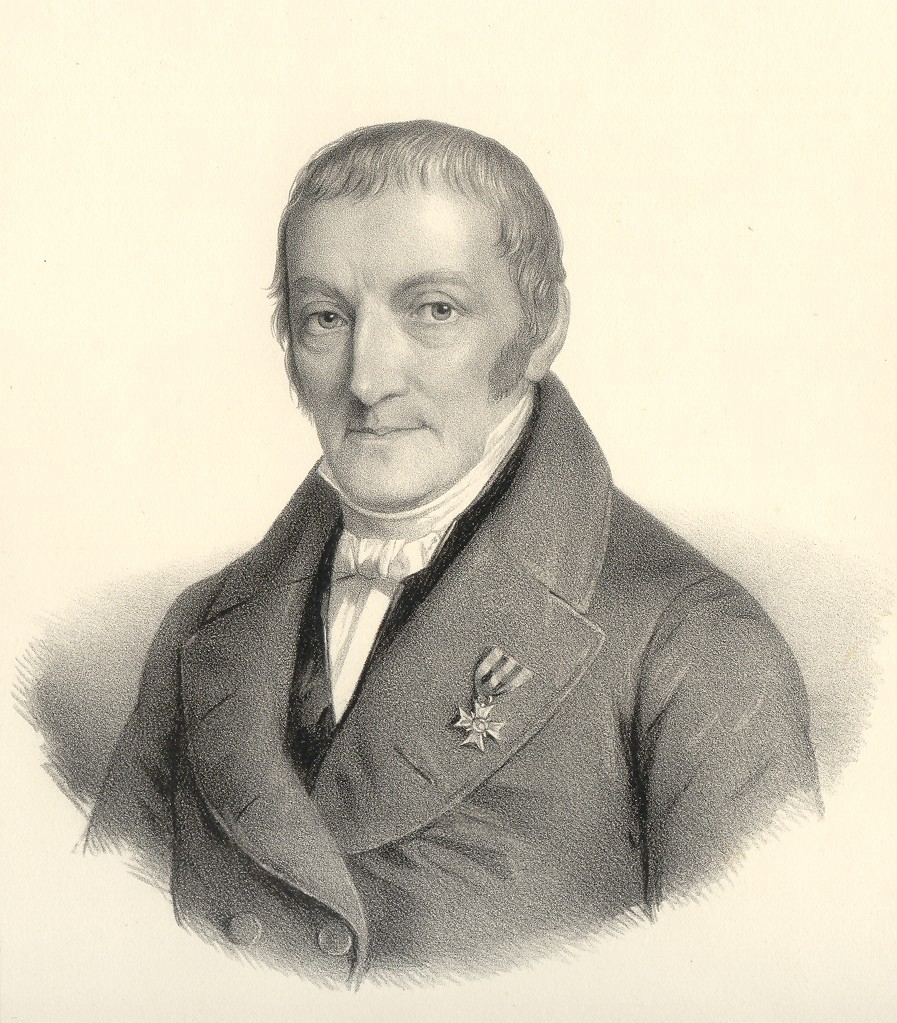
Karl Ludwig von Haller.

Karl Ludwig von Haller, född 1 augusti 1768 i Bern, död 20 maj 1854 i Solothurn, var en schweizisk statsvetare och filosof. Han var sonson till Albrecht von Haller.
Haller var 1806–17 professor i rättsvetenskap i Bern, begav sig därefter till Paris, där han stannade kvar till julirevolutionens utbrott 1830, och levde sedan som privatman, sysselsatt med politiskt författarskap. 
I sitt huvudarbete Restauration der Staatswissenschaft (1816–25) bekämpade Haller energiskt revolutionens idéer och hävdade med naturrättsliga argument auktoritetsprincipen som samhällsordningens grundval. Han angrep Rousseaus lära om naturtillståndet och statens uppkomst genom fördrag på grundval av folksuveräniteten. Enligt  Haller hör staten till fursten. Den är hans arvedel och det är helt och hållet upp till honom i vilken mån undersåtarnas behov ska räknas till statsändamålen. Undersåterna bor endast i staten med furstens tillåtelse och ska därför att vara honom underdåniga, betala honom skatt och underkasta sig hans personliga tjänare, ämbetsmännen. Fursten är inte, som Fredrik II sade, statens – utan sin egen – förste tjänare.
På restaurationstidens politiska opinion utövade han ett utomordentligt inflytande.